# 呉遵世
呉 遵世（ご じゅんせい、生年不詳 - 580年）は、中国の南北朝時代の占卜家。字は季緒。本貫は渤海郡。

## 経歴と逸話
若くして『易経』を学び、恒山に入って隠居道士たちの仲間となった。ある老翁に開心符を授けられて呑み、占候に通じるようになったといわれる。後に洛陽に出遊し、筮竹による占卜で名を知られるようになった。
北魏の孝武帝の即位にあたって、遵世がこれを占うと、否の萃の卦を得たため、春末夏初の即位を勧めた。また占うと、明夷の賁の卦を得て、「初めは天に登るも、後には地に入る」（天子に登るが、在位は長くない）と託宣した。
東魏の高澄に召されて、大将軍府墨曹参軍となった。ときに東山への遊行に従い、雲が起こって雨が降りそうに思えたので、戯れに筮竹で占い、剥の卦を得た。李業興は「坤の上で艮の下が剥であります。艮が山であり、山が雲を出したので、雨が降るでありましょう」と言った。遵世は「坤が地であり、土は水を制するので、雨は降らないでありましょう」と言った。ほどなく雲は散って消えたので、高澄は遵世に絹10匹の賞を与え、李業興に杖10回の罰を与えた。
北斉の皇建年間、長広王高湛が丞相として鄴に留守居したが、猜疑心に駆られて起兵を計画し、遵世に占わせた。遵世は「動くべきではない。おのずと大慶があろう」と答えた。まもなく趙郡王高叡が婁太后の命を受けて孝昭帝の遺詔を高湛の前で読ませた。高湛（武成帝）が即位すると、遵世は中書舎人に任じられたが、老病を理由に固辞し、中散大夫の位を受けた。
和士開が王に封じられたとき、妻の元氏に子がいなかったため、側室の長孫氏を妃に立てようと、遵世に占わせた。遵世は「この卦はたまたま占いと同じ内容です」と言い、そこでその占書を出して「元氏無子、長孫為妃」と言った。和士開はこの不思議に舞い踊って喜んだ。
580年（大象2年）、遵世は尉遅迥の乱に参加し、死去した。著書に『易林雑占』があった。

## 伝記資料
- 『北斉書』巻49 列伝第41
- 『北史』巻89 列伝第77